# Бардецький Віталій Ярославович
Віталій Ярославович Барде́цький (прізвисько Бард; нар. 19 липня 1970, Бучач) — український музичний журналіст, продюсер, редактор, сценарист, підприємець.

## Життєпис
Народжений 19 липня 1970 в Бучачі, де мешкав протягом певного часу.
Роботу в музиці розпочав наприкінці 1980-х у Львові. Був музичним журналістом, товаришував із членами львівського рок-клубу (зокрема, Сергієм «Кузею» Кузьмінським з «Братів Гадюкіних»). Має стосунок до багатьох проєктів української музичної сцени. Працював піарником багатьох українських зірок (зокрема, Андрія «Скрябіна» Кузьменка, «Океану Ельзи»).
У 1996—1997 роках був головним редактором журналу «Новий рок-н-рол», придумав назву та був першим музичним редактором телеканалу «Enter», програмним директором радіостанцій, організовував концерти та відкрив клуб XLIB, в якому виступали зірки українського та закордонного андеграунду. Керував інділейблом.
У 2018 відкрив перший аудіофільський заклад у Києві — GRAM, а через рік — магазин платівок. 2019 взявся за створення фільму «Вусатий фанк», який досліджує історію української популярної музики 1960—1970-х років.
Музичний редактор радіо «НВ»
Автор книги «Ми, дороги і Кузьма» — спогадів про Андрія «Скрябіна» Кузьменка.